# Epidendroideae
Las orquídeas Epidendroideae son una subfamilia de la familia Orchidaceae.
La anterior subfamilia Vandoideae ha llegado a ser un clado especializado dentro de una más ampliamente definida Epidendroideae Superior.
Esta es la mayor de las subfamilias. Mayor que todas las otras subfamilias de orquídeas juntas. Incluye a más de 15.000 especies en 576 géneros.
La mayoría son epífitas tropicales (normalmente con pseudobulbos), pero algunas son terrestres e incluso unas pocas saprofitas. Varios géneros viven en una relación simbiótica con micorrizas, con los hongos suministrando a la planta agua y nutrientes y recibiendo a cambio carbohidratos.

Aquí están incluidas las orquídeas que subsisten con una sola antera fértil (= monandro), la cual es también totalmente incumbente (= fuertemente convexa) a suberecta (= ascendiendo hacia los bordes). La forma de la antera se eleva desde la elongación de la columna o, como en la Vandoidea, desde el inicio de doblez de la antera. La antera incumbente forma un ángulo recto con el eje de la columna o apunta hacia fuera en muchos géneros.
La mayoría tienen polinia duros, p.e. una masa de cera y polen o de granos de polen cohesionados. Las polinia son con caudícula o viscidio o sin.
El estigma es entero o trilobulado; presentan un rostelo. La parte apical de la mitad del lóbulo estigmático forma una estípula ( = pedúnculo de la polinia).
El ovario es monolocular.
Las hojas son dísticas o en espiral, desarrollándose en tallos gruesos.
Las Epidendroideae son difíciles de clasificar. Se las han dividido en “Epidendroideae inferior” y “Epidendroideae superior”
Las "Epidendroideae inferior" son parafiléticas y contienen las tribus siguientes: 
- Neottieae
- Palmorchideae
- Tropidiinae
- Gastrodieae (micoheterotrofia)
- y el género anómalo Xerorchis

Las "Epidendroideae Superior" son parcialmente monofiléticas y parcialmente polifiléticas (tribus Arethuseae y Epidendreae).
- Maxillarieae
- Cymbidieae
- Calypsoeae (problemática, difícil de clasificar)
- Dendrobieae
- Malaxideae
- Podochileae
- Epidendreae
- Arethuseae
- Coelogyneae
- Collabieae
- Vandeae
- Sin asignar en Epidendroideae

Esta clasificación tiene por lo demás una naturaleza efímera. Es probable que ocurran cambios conforme se vayan conociendo nuevos datos.

## Nueva clasificación
Según APG III:
- Arethuseae - Calypsoeae - Collabieae - Cymbidieae - Dendrobieae - Epidendreae - Gastrodieae - Malaxideae - Neottieae - Nervilieae - Podochileae - Sobralieae - Triphoreae - Tropidieae - Vandeae - Xerorchideae